# Полібіно (Бугурусланський район)
Полі́біно (рос. Полибино) — село у складі Бугурусланського району Оренбурзької області, Росія.

## Населення
Населення — 410 осіб (2010; 499 у 2002).
Національний склад (станом на 2002 рік):
- росіяни — 64 %